# اولاندوپیتیا
اولاندوپیتیا (به لاتین: Ulandupitiya) یک منطقهٔ مسکونی در سری‌لانکا است که در استان مرکزی (سری‌لانکا) واقع شده‌است.